# Георги Митов (офицер)
Вижте пояснителната страница за други личности с името Георги Митов.
Георги Зафиров Митов е български офицер, генерал-майор, участник в Сръбско-българската война (1885), командир на 23-и пехотен шипченски полк, командир на 3-та бригада от 2-ра пехотна тракийска дивизия през и Балканската (1912 – 1913) и Междусъюзническата война (1913), началник на 9-а дивизионна област и командир на 12-а пехотна дивизия (1915 – 1916) през Първата световна война (1915 – 1918).

## Биография
Георги Митов е роден Роден е на 1 януари 1862 г. в Самоков в семейството на хаджи Зафир Хаджимитов. През 1880 г. завършва вторият випуск на Военното на Негово Княжеско Височество училище. Служи в Плевенска № 6 пеша дружина, към Военното училище, а по-късно е командир на 23-ти пехотен шипченски полк. На 18 февруари 1910 г. е уволнен от служба, но през 1912 г. е върнат, поради избухването на Балканската война. По време на войната е командир на Трета бригада на Втора пехотна тракийска дивизия (Пловдив, Пазарджик), която освобождава Кърджали и воюва при обсадата на Одрин. Удостоен е с орден „За храброст“.
По-късно е назначен за началник на 9-а дивизионна област, като през 1915 г. е назначен за командир на новосформираната 12-а пехотна дивизия, като остава и началник на дивизионната област.
Генерал-майот Георги Митов умира на 15 март 1925 г. в София.

## Семейство
Генерал-майор Георги Митов е брат на българските офицери генерал Тодор Митов, подполковник Александър Митов и майор Захария Митов. Негов син е инж. Стоян Митов.

## Военни звания
- Подпоручик (30 август 1880)
- Поручик (30 август 1883)
- Капитан (24 март 1886)
- Майор (1889)
- Подполковник (1893)
- Полковник (2 май 1902)
- Генерал-майор (16 август 1913)